# Finding Amanda
Finding Amanda ist eine US-amerikanische Filmkomödie aus dem Jahr 2008. Regie führte Peter Tolan, der auch das Drehbuch schrieb.

## Handlung
Taylor Peters ist Drehbuchautor und Produzent für eine schlechte TV-Sitcom. Er hasst seinen Job, ist wettsüchtig und ehemaliger Alkoholiker. Seine Ehe ist durch seine überwundene Alkoholabhängigkeit bereits stark belastet, weshalb er seine Spielsucht vor seiner Frau verheimlicht. Da wird Taylor von seiner Familie gebeten, nach Las Vegas zu reisen, um dort seine Nichte Amanda zu finden. Diese soll dort in einem Lokal als Tänzerin auftreten und – den Vermutungen der Familie nach – drogensüchtig sein, weshalb Peters sie in eine Entzugsklinik bringen soll. Um seine Frau davon zu überzeugen, dass er seine Sucht im Griff hat, willigt Taylor ein. Der Besuch in Las Vegas ohne dort zu spielen soll seine Willenstärke beweisen.
In Las Vegas angekommen trifft er Amanda und stellt fest, dass sie nicht nur drogensüchtig ist, sondern als Stripperin und Prostituierte arbeitet und einen Freund hat, der sie betrügt und ausbeutet. Trotz allem weigert sich Amanda, eine Entzugsklinik zu besuchen.
Taylor verfällt in Las Vegas wieder seiner Spielsucht und plündert das Konto seiner Frau, wonach diese von ihm telefonisch die Scheidung verlangt. Zwar gewinnt er an seinem letzten Abend eine enorme Summe Geld, aber unter dem Einfluss von Ecstasy, das er von Amanda erhielt, versteckt er das Geld. Leider kann er sich am nächsten Morgen nicht mehr erinnern wo. Zudem verlor er in seiner Abwesenheit seinen Job.
Als ein letzter Versuch, Amanda in die Entzugsklinik zu bringen, scheitert, erkennt Taylor, dass er selbst den Entzug nötiger hat, und weist sich am Ende selber ein. Das versteckte Geld wird von einem älteren Zimmermädchen in seinem Hotelzimmer gefunden.

## Kritiken
Roger Ebert schrieb in der Chicago Sun-Times vom 26. Juni 2008, der Film wirke, als ob er aus zwei verschiedenen Filmen bestehen würde. Er wäre besser gewesen, hätte er sich mehr auf den Charakter von Taylor Peters und weniger auf jenen von Amanda konzentriert. Amandas Motivation bleibe ungeklar.
Mark Olsen schrieb in der Los Angeles Times vom 27. Juni 2008, das Konzept des Charakters von Amanda sei problematisch („The problem comes largely in the conception of the hooker-niece character, Amanda“); der Zuschauer wisse nicht, wer sie eigentlich sei. Snow schauspiele nicht gut genug, um diesen Charakter glaubwürdig zu machen. Broderick wirke, als ob er durch den Film schlafwandeln würde.

## Hintergründe
Der Film wurde in Santa Clarita (Kalifornien) gedreht. Seine Weltpremiere fand im April 2008 auf dem Tribeca Film Festival statt. Am 27. Juni 2008 kam er in ausgewählte Kinos der USA.
Durch einen Vertrag zwischen den Produktionsfirmen des Films und dem US-amerikanischen Bezahlsender Dish Network wurde der Film vom 13. bis zum 26. Juni – bereits vor seinem Kinostart – für Abonnenten des Senders abrufbar gemacht.